# NGC 2723
NGC 2723 est une galaxie lenticulaire située dans la constellation de l'Hydre. NGC 2723 a été découverte par l'astronome allemand Albert Marth en 1864.

## Caractéristiques
Sa vitesse par rapport au fond diffus cosmologique est de 4 174 ± 28 km/s, ce qui correspond à une distance de Hubble de 61,6 ± 4,3 Mpc (∼201 millions d'al).